# Лерин (округ)
Округ Лерин (грч. Νομός Φλώρινας) је округ у периферији Западна Македонија и историјској покрајини Македонији, у северној Грчкој. Управно средиште округа је истоимени град Лерин.
Округ Лерин је успостављен 2011. године на месту некадашње префектуре, која је имала исти назив, обухват и границе.

## Природне одлике
Лерински округ је један од два двострука континентална округа у Грчкој, што значи да је са свих страна окружен континенталним окрузима (погледати: Окрузи Грчке). Овај округ је такође један од три округа у Грчкој који су гранични ка две државе, ка Северној Македонији на северу и ка Албанији на западу. Тромеђа са овим државама налази се у Преспанском језеру. На југозападу се Лерински округ граничи са округом Костур, на југу са округом Кожани, а на истоку са округом Пела.
Лерински округ спада у брдовите крајеве са бројним планинама вишим од 2.000 m н. в. Најважније планине су обронци Бабе (највиши врх Пелистер 2.601 m), Нередска планина (Верно) 2.128 m) на југозападу округа, Мало Ниџе (1.998 m) и Ниџе (Ворас) са највишим врхом Кајмакчалан (2.521 m) на североистоку. Једино је северни део округа равничарски и чини јужни обод равнице Пелагоније, која се већим делом налази у суседној Северној Македонији. Овај округ је познат и по бројним језерима, од којих је највеће и најзначајније погранично Преспанско језеро на северозападу округа, док су нешто мања језера Мала Преспа (Микри Преспа), Петерско (Лимни Петрон), Рудничко (Химадитида) и Островско (Вегоритида), уз још бројна мала језера. У овом округу налази се и изворишни део реке Бистрице (Алиакмонас).
Клима у округу је због знатне висине континентална, да би на још већим висинама прешла у много оштрију планинску варијанту.

## Историја
У доба антике област данашњег Лерина је постала значајна после освајања од стране античке Македоније. У каснијим епохама долази владавина Римљана, затим Византинаца и на крају Османлија. Иако су месни Грци били веома активни током свих побуна против Турака, ово подручје је поново постало део савремене Грчке тек 1913. г. Исте године образована је велика префектура, из које су се касније (1947. г.) издвојиле префектуре — данашњи окрузи: Лерин, Кожани, Костур и Гребен. После Грчко-турског рата 1923. г. турско становништво се иселило у матицу, а на њихово место су досељени Грци избеглице из Мале Азије. Други светски рат и Грађански рат у Грчкој су тешко погодили ову област. Током другог по реду догодило се масовно исељавање дотад претежног словенског становништва. И поред тога словенска мањина је и данас присутна.

## Становништво
По попису из 2021. године округ Лерин је имао око 45.000 становника, од чега више од 33% живи у седишту округа, граду Лерину.
Етнички састав: Главно становништво округа су Грци, али поред њих постоји значајна словенска мањина. Процењује се да 64% сеоског и 16% градског становништва и данас прича локалним словенским говором.
Густина насељености је испод 30 ст./км2, што је међу најмањим вредностима међу окрузима и значајно мање од просека Грчке (око 80 ст./км2). Средишња висораван око Лерина је много боље насељена него околне планине.

## Управна подела и насеља
Округ Лерин се дели на 3 општине:
1. Лерин (грч. Δήμος Φλώρινας)
2. Преспа (грч. Δήμος Πρεσπών)
3. Суровичево (грч. Δήμος Αμυνταίου)

Лерин је највеће насеље и једини значајан град (> 10.000 ст.) у округу.

## Привреда
Привреда Леринског округа ослања се највише на пољопривредну производњу у долинским деловима. Посебно је значајна производња паприка и бресака. Захваљујући томе у граду Лерину је веома развијена прехрамбена индустрија. Захваљујући низу високих планина у овој префектури је развијен зимски туризам. Познато скијалиште у Грчкој, Писодери налази се овде и удаљено је 20ак километара западно од Лерина.